# Tajná
Tajná (in ungherese Tajnasári) è un comune della Slovacchia facente parte del distretto di Nitra, nella regione omonima.